# Війни лінгвістичні
Війни лінгвістичні – умовний термін на позначення тривалої суперечки в американській генеративній лінгвістиці, що випливає із дискусії між Ноамом Чомскі та його студентами в 1960-х та 1970-х роках.

## Огляд
По-перше, в дискусії брали участь ключові лінгвісти в синтаксисі/семантиці за два десятиліття, які були свідками найважливіших подій в галузі лінгвістики в 20 ст. По-друге, дискусія показує, як парадигмові зрушення переплітаються з особистостями і поглядами дослідників, які створюють ці зрушення. По-третє, вона була дійсно «війною», яка відбивалася на всіх лінгвістичних конференціях та публікаціях.
Дискусія розпочалася тоді, коли такі лінгвісти, як Пол Постінг, Джон Росс, Джордж Лакофф та Джеймс МакКоулі, як вони самі себе називали «чотири вершники Апокаліпсису», запропонували альтернативну теорію генеративної семантики, яка перевернула теорію Ноама Чомскі. Вони зосереджувалися на семантиці, а не на граматиці. Чомскі припускав, що мова асемантична, значення не відіграє ніякої ролі. Інші ж стверджували, що мова, навпаки, – механізм, який відображає суть. Чомскі стверджував, що синтаксис не залежить від значення, контексту, когнітивних процесів. 
Натомість Дж. Лакофф виявив, що семантика, контекст та інші фактори втручаються в синтаксис. Він спростовує ідею Ноама Чомскі «синтаксис перш за все» і стверджував, що семантика – це головна складова мови, а основа мислення – метафора. 
Зрештою, генеративна семантика породила альтернативну лінгвістичну парадигму, відому як когнітивна лінгвістика, яка намагається співвіднести розуміння мови з поняттями когнітивної психології: пам'яттю, сприйняттям і категоризацією. Когнітивні лінгвісти заперечують погляд генеративних семантиків про те, що розум має унікальний і незалежний модуль для вивчення мови. Натомість вони стверджують, що обробка мовних явищ поінформована концептуальними глибинними структурами, а ті пізнавальні здібності, які використовуються для обробки цих даних, подібні до тих, що використовуються для інших нелінгвістичних завдань.

## Періодизація
- 1957 р. - Синтаксичні структури (Ноам Чомскі)
- 1964 р. – Гіпотеза Дж. Постіла й Катца: перетворення зберігають сенс
- 1965 р. - Аспекти теорії синтаксису (Ноам Чомскі)
- 1966 р. - Семінар Ноама Чомскі в Берклі
- 1967 р. - Дж. Росс пише лист до Дж. Цвикі
- 1968 р. - Камелот, 1968 р.
- 1969 р. - Техаська конференція в цілях лінгвістичної теорії
- 1970 р. - Кандидатська дисертація Лакоффа
- 1971 р. - Про генеративну семантику (Лакофф)
- 1972 р. - Семантичне тлумачення в генеративній граматиці
- 1973 р. – «Нія, нія!»

## Книга
«Війни лінгвістичні» - це також назва книги 1993 р. Ренді Аллена Харріса на дану тему. Вона стосується питань суперечки, пов’язаної з Ноамом Чомскі та іншими важливими особами, а також висвітлює те, як особливості розвитку певних теорій впливають на сучасні теорії лінгвістики.